# Patrophilos (Koroplast)
Patrophilos (altgriechisch Πατρόφιλος) war ein griechischer Koroplast, der im 1. Jahrhundert n. Chr. in Tarsos tätig war.
Patrophilos ist von einer Signatur auf einer Tonstatuette eines nackten Knaben bekannt und ist damit der einzige namentlich bekannte Koroplastiker aus Tarsos. Die Statuette befindet sich im British Museum in London.